# Let'smotiv
 (janvier 2018).
Si vous disposez d'ouvrages ou d'articles de référence ou si vous connaissez des sites web de qualité traitant du thème abordé ici, merci de compléter l'article en donnant les références utiles à sa vérifiabilité et en les liant à la section « Notes et références ».
Let'smotiv est un mensuel indépendant gratuit sur l'actualité culturelle, dont la première parution date de 1999 à Toulouse. Il a cessé de paraître à Toulouse en mai 2012 mais continue d'être édité à Lille et à Montpellier.

## Historique
Le magazine Let'smotiv est créé en décembre 1999, à Toulouse. Sa ligne éditoriale est de parler de la ville en mouvement et des acteurs culturels locaux. Il présente notamment en couverture une œuvre d'un artiste (graphiste, dessinateur photographe...), le plus souvent local, et dont le travail est présenté plus largement dans un "portfolio". Son format est celui d'une carte postale et son tirage de 25 000 exemplaires mis à disposition gratuitement dans des lieux culturels, de sorties ou quelques commerces.
En octobre 2005, en naît une version dans la région de Lille : 100 pages et une couverture géographique située entre Lille, Dunkerque, Béthune, Valenciennes, Courtrai, Gand, Anvers, Bruxelles, Mons. En février 2008, une autre édition est créée autour de Montpellier (il couvre l'axe Marseille, Aix, Montpellier, Perpignan).
Durant toute l'année 2007, le doctorant Samuel Balti va utiliser l'édition historique à Toulouse comme une de ses ressources privilégiées pour son travail de recherche sur les liens entre la métropole et les musiques amplifiées. Selon lui Let'smotiv a vocation à représenter l’actualité de la vie culturelle locale. Sa thèse "La territorialisation des musiques amplifiées à Toulouse, lecture renouvelée des dynamiques urbaines", répond de façon précise aux questions de la territorialité des pratiques musicales.
À la suite de difficultés économiques en 2012, la société éditrice Urban Press réduit son activité, d'abord avec l'arrêt de son autre magazine Spirit, puis est liquidée, mettant fin à l'édition "historique" du magazine Let'smotiv, à Toulouse. Une partie des salariés licenciés lancent alors en septembre 2012 Clutch, leur propre magazine, sous la forme d'un Société coopérative et participative (Scop).
A Lille et Montpellier, le magazine Let'motiv est alors repris par deux structures indépendantes, respectivement la Sarl L'Astrolab et la Sarl LR Pôle Médias.

## Sources
1. ↑  « Let'smotiv : un nouveau mensuel pour sortir », sur ladepeche.fr (consulté le 23 février 2023)
2. ↑  « Coronavirus. Montpellier : dernier numéro pour le mag Let's Motiv Méditerranée ? », sur actu.fr (consulté le 12 août 2020)
3. ↑  Samuel Balti, « La territorialisation des musiques amplifiées à Toulouse : lecture renouvelée des dynamiques urbaines », Thèse, Université Toulouse le Mirail - Toulouse II,‎ 24 septembre 2012, p. 247 (lire en ligne [PDF], consulté le 22 février 2023)
4. ↑  Samuel Balti, « Géographie des musiques amplifiées et recompositions territoriales dans l’agglomération toulousaine », Géographie et cultures, no 106,‎ 1er juillet 2018, p. 135–158 (ISSN 1165-0354, DOI 10.4000/gc.7624, lire en ligne, consulté le 22 février 2023)
5. ↑  « La fin de la version papier de « Spirit » - AJT-MP... L'Association des Journalistes de Toulouse et sa région », sur www.ajt-mp.org (consulté le 22 février 2023)
6. ↑  « Des anciens de Let'sMotiv lancent Clutch - AJT-MP... L'Association des Journalistes de Toulouse et sa région », sur www.ajt-mp.org (consulté le 22 février 2023)
7. ↑  Emma Faury, « Clutch, le nouveau magazine culturel toulousain, prend son envol », sur Toulouse Infos, 4 septembre 2012 (consulté le 22 février 2023)